# Stazione di Novate Mezzola
Stazione di Novate Mezzola vasútállomás Olaszországban, Lombardia régióban, Novate Mezzola településen.

## Vasútvonalak
Az állomást az alábbi vasútvonalak érintik:
- Colico–Chiavenna-vasútvonal

## Kapcsolódó állomások
A vasútállomáshoz az alábbi állomások vannak a legközelebb:
- Stazione di Samolaco (Stazione di Chiavenna, Colico–Chiavenna-vasútvonal)
- Stazione di Verceia (Stazione di Colico, Colico–Chiavenna-vasútvonal)